# Giovanni Weiss

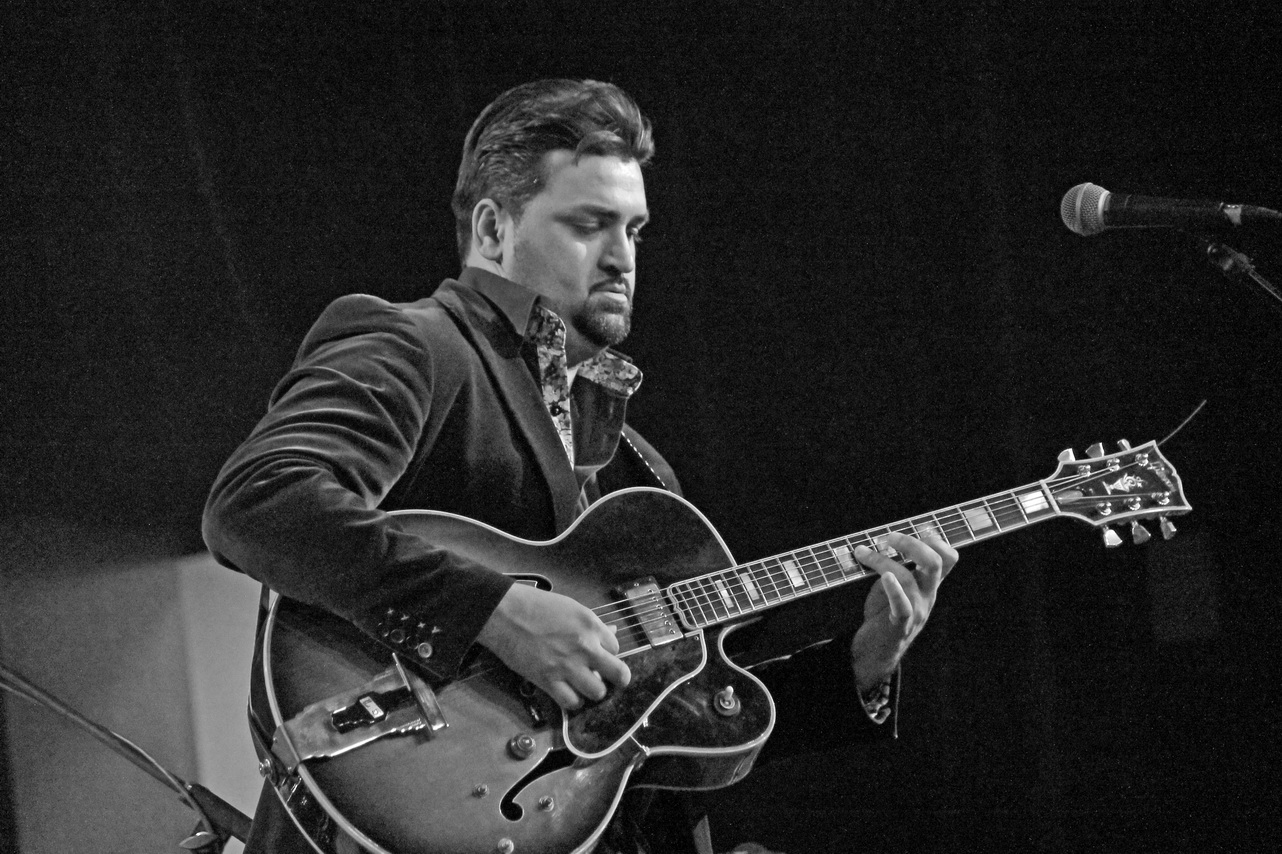
Giovanni Weiss (2017)

Giovanni Weiss (* 10. Dezember 1980 in Hamburg) ist ein deutscher Jazzgitarrist.
Weiss, der aus einer in Hamburg-Wilhelmsburg lebenden Sintifamilie mit vielen Musikern stammt, spielt seit seinem zwölften Lebensjahr Gitarre. Gemeinsam mit Kohé Reinhardt, einem Neffen von Django Reinhardt, als zweitem Solo-Gitarristen, Robert Weiss (Rhythmusgitarre) und Jeffrey Weiss (Kontrabass) gründete er die Band Django Deluxe, die 2012 ihr erstes Album Wilhelmsburg veröffentlichte. Weiss wurde 2013 mit einem Echo Jazz als „bester Gitarrist (national)“ ausgezeichnet. Für das zweite Album, Driving, das mit der NDR-Bigband entstand, erhielt er 2016 ebenfalls einen Echo Jazz. 2017 trat er auf dem Internationalen Jazzfestival St. Ingbert auf. Mit der NDR Bigband spielte er zudem unter anderem auf dem Elbjazz-Festival und in der Kölner Philharmonie.
Weiss trat auch mit Danino und David Weiss auf sowie mit Sandro Roy. Hauptberuflich leitet Weiss eine Altmetallfirma.